# Калмунай-Куді-14
Грама Ніладхарі Калмунай-Куді-14 (№ KP/54) — Грама Ніладхарі підрозділу ОС Калмунай-Муслім, округ Ампара, Східна провінція, Шрі-Ланка.

## Демографія
| Населення (2007) | Населення (2007) | Населення (2007) | Населення (2007) | Населення (2007) |
| Населення        | Чоловіки         | Жінки            | Діти             | Дорослі          |
| ---------------- | ---------------- | ---------------- | ---------------- | ---------------- |
| 1984             | 960              | 1024             | 724              | 1260             |